# Казанська ТЕЦ-1
Казанська ТЕЦ-1 — теплова електростанція у Татарстані.
Перша черга станції, що стала до ладу в 1933 році, мала п'ять парових котлів продуктивністю по 45 тонн пари на годину та дві парові турбіни виробництва німецької компанії WUMAG (Wagon sign wagon and maschinenbau AG Görlitz) потужністю по 10 МВт.
В 1944-му ввели в дію турбіну Ленінградського металічного заводу типу АПР-12 потужністю 12 МВт (станційний номер 3), при цьому котельне господарство залишилось без змін і лише в 1948-му майданчик доповнили котлом виробництва Барнаульського котельного заводу типу БКЗ-75 продуктивністю 75 тонн пари на годину (станційний номер 6).
Третя черга отримала введені в 1955 та 1956 роках два парові котли Таганрозького котельного заводу типу ТП-150 продуктивністю по 150 тонн пари на годину (номери 7 та 8) та запущену в 1955-му парову турбіну Ленінградського металічного заводу типу АП-25-2 потужністю 25 МВт (номер 4).
Для збільшення теплової потужності в 1972-му запустили два водогрійні котли типу ПТВМ-50 продуктивністю по 50 Гкал/год.
В 1975, 1976 та 1977 роках на майданчику станції ввели в дію три парові котли Таганрозького котельного заводу типу ТГМ-84 продуктивністю по 420 тонн пари на годину (номери 9 — 11), а також три турбіни від Ленінградського металічного заводу — дві типу ПТ-60-130 потужністю по 60 МВт (номери 5 та 6) і одна типу Р-50-130 потужністю 50 МВт (номер 7).
Поява четвертої черги дозволила вивести з експлуатації застаріле обладнання — перші п'ять котлів та три турбіни, так що станом на 1989 рік загальна електрична потужність станції становила 195 МВт при тепловій потужності у 744 Гкал/год.
В 2006-му на станції запустили дві установки з газовими турбінами виробництва пермського заводу «Моторостроитель» типу НК-37 потужністю по 25 МВт, відпрацьовані якими гази живлять два котли-утилізатори від Таганрозького котельного заводу типу К-35/3,0-284-461.
У 2018-му стали до ладу два парогазові блоки комбінованого циклу потужністю по 115 МВт, у кожному з яких одна газова турбіна General Electric типу PG6111FA потужністю 77 МВт живить через котел-утилізатор виробництва «ЭМАльянс» типу Ед-160/14-9,0/0,7-525/210 продуктивністю 160 тонн пари на годину одну парову турбіну Уральського турбінного заводу типу КТ-46-8,8 потужністю 46 МВт. Це обладнання первісно законтрактували для Новоберезніковської ТЕЦ, проте у підсумку передали на Казанську ТЕЦ.
Також є відомості, що наразі в експлуатації залишились лише парові турбіни № 5, № 6 та № 7 та парові котли № 9, № 10 та № 11, а загальна електрична потужність станції становить 453 МВт при тепловій потужності у 525 Гкал/год.
ТЕЦ спорудили з розрахунку на використання вугілля, а в 1962-му вона почала споживати природний газ, який надходив по газопроводу Міннібаєво — Казань. Надалі до Казані також вивели відгалуження від надпотужного Центрального газотранспортного коридору.
Для видалення продуктів згоряння в 1960-х роках узялись за зведення двох димарів заввишки по 150 метрів.
Видача продукції відбувається по ЛЕП, що працюють під напругою 110 кВ.